# عملیات نصر
عملیات نصر عملیات تهاجمی نیروهای مسلح ایران، در خلال جنگ ایران و عراق بود، که به فرماندهی نیروی زمینی ارتش و مشارکت سپاه پاسداران، همچنین با پشتیبانی نیروی هوایی ارتش، در مقابل نیروهای ارتش عراق، در منطقه جنوب اهواز، تا دشت‌آزادگان، در استان خوزستان، به مدت ۳ روز، در دی‌ماه ۱۳۵۹ انجام شد.
عملیات نصر به‌عنوان بزرگ‌ترین نبرد موتوریزه نیروهای مسلح ایران در طول جنگ با عراق محسوب می‌شود. این عملیات توسط ستاد مشترک ارتش طرح‌ریزی شد و توسط ۲ تیپ از لشکر ۱۶ زرهی قزوین و یک تیپ از لشکر ۹۲ زرهی اهواز، با مشارکت سپاه پاسداران، بسیج و ستاد جنگ‌های نامنظم، همچنین با پشتیبانی نیروی هوایی ارتش انجام گرفت.
در طی این عملیات هنگهای ارتش ایران، به سمت نیروهای عراقی که بخش‌هایی از خاک ایران را در مناطق اطراف اهواز، اندیمشک و سوسنگرد اشغال کرده بودند، پیشروی کردند. عراقی‌ها با آگاهی از این موضوع، تظاهر به عقب‌نشینی کردند، سپس پاتکی را از ۳ جبهه تدارک دیدند، که پاتک عراقی‌ها در آغاز، نیروهای ایرانی‌ها را دستپاچه کرد. نیروهای زرهی دو طرف برای مدت ۲ روز در دریایی از گِل، در مقابل یکدیگر جنگیدند. سرانجام نیروهای مسلح ایران به دلیل بی‌برنامگی در تدارکات سوخت و مهمات، با به جا گذاشتن تعداد زیادی تانک، ادوات و تجهیزات زرهی در میدان نبرد، شروع به عقب‌نشینی کردند. شرایط سخت منطقه نیز امکان در هم کوبیدن شدید را، از نیروهای ارتش عراق گرفت.

## پیشینه
در تاریخ ۲۹ آذر ۱۳۵۹ رئیس‌جمهور وقت؛ ابوالحسن بنی‌صدر، سیدعلی خامنه‌ای؛ نماینده رهبر در شورای عالی دفاع، ولی‌الله فلاحی؛ فرمانده وقت نیروی زمینی ارتش و جواد فکوری؛ فرمانده وقت نیروی هوایی ارتش، با سید روح‌الله خمینی دیدار کردند. پس از این جلسه، فعالیت‌های ستادی به منظور تهیه برآوردها و طرح‌های عملیاتی برای اجرای عملیات نصر آغاز شد و بلافاصله به لشکر ۱۶ زرهی قزوین ابلاغ گردید، تا از منطقه دزفول، به اهواز تغییر مکان دهد.

## منطقه نبرد
منطقه عملیات نصر، از غرب به جاده سوسنگرد-هویزه، از شرق به رودخانه کارون، از شمال به جاده حمیدیه-سوسنگرد و از جنوب به پادگان حمید (در ۴۰ کیلومتری جنوب اهواز) محدود بود. رودخانه کرخه‌کور در مرکز این منطقه قرار داشت و نیروهای ارتش عراق، قسمتی از کرانه شمالی آن را در اشغال خود داشتند، پادگان حمید که حد فاصل میان آنها محسوب می‌شد نیز در جنوب‌شرقی این منطقه قرار داشت.

## طرح عملیات
طرح عملیات نصر توسط ستاد مشترک ارتش طرح‌ریزی شد و بعدها، بزرگ‌ترین عملیات زرهی ایران در طول جنگ با عراق لقب گرفت. در این عملیات ۲ تیپ از لشکر ۱۶ زرهی قزوین و یک تیپ از لشکر ۹۲ زرهی اهواز حضور داشتند. همچنین گردان‌هایی از سپاه پاسداران، بسیج، ستاد جنگ‌های نامنظم و نیز ۷۰ نفر از دانشجویان پیرو خط امام در اجرای عملیات نصر مشارکت داشتند.
در طرح عملیات نصر، ۴ مرحله پیش‌بینی شده بود، که در مرحله اول، جفیر و پادگان حمید، در مرحله دوم کوشک و طلاییه و ایستگاه حسینیه و در مرحله سوم نیز خرمشهر آزاد می‌شدند. در مرحله چهارم نیز تک به داخل خاک عراق طرح‌ریزی شده بود، که هدف آن تصرف حومه شهر بصره (تنومه) بود.

## شرح نبرد
عملیات نصر در ساعات ۱۰ صبح ۱۵ دی‌ماه ۱۳۵۹ آغاز شد. ابتدا تیپ ۳ لشکر ۱۶ زرهی قزوین، با ۲ گروهان از سپاه پاسداران حرکت سریعی را از محور ابوحمیظه–سوسنگرد آغاز نمودند و با استفاده از شکاف موجود در مواضع ارتش عراق در محور کرخه کور، به پشت این مواضع رخنه کردند و تا ۲۰ کیلومتری شرق هویزه نیز پیش رفتند. تیپ ۱ لشکر ۱۶ زرهی قزوین با ۵ گروهان از نیروهای سپاه پاسداران که قرار بود از هویزه حرکت کنند، با سرعت کمتری به سمت جنوب کرخه‌کور پیشروی کردند، به این ترتیب نیروهای ایرانی با موفقیت توانستند حدود ۳۰ کیلومتر پیشروی کنند و تیپ ۴۳ لشکر ۹ زرهی از ارتش عراق را به محاصره کامل درآورند.
در محور فارسیات، نصب پل و عبور ۲ گردان از لشکر ۹۲ زرهی اهواز از عرض رود کارون با تأخیر انجام شد و به‌علت عدم جمع‌آوری مین‌های منطقه، ۳ تانک لشکر ۹۲ اهواز روی مین رفتند و حرکت ستون نیروهای ایرانی در جناح راست فارسیات متوقف گردید. نیروهای جناح چپ محور فارسیات نیز با مختصر پیشروی در ۳۰۰ متری غرب رودخانه متوقف شدند و به همین علت در این محور، دستیابی نیروهای ایرانی به جاده اهواز–خرمشهر میسر نشد. از سوی دیگر، یگان‌های مستقر در جنوب کرخه کور که تا این مرحله موفق بودند نیز به دلیل عدم انجام تدارکات تأمینی و اقدامات مهندسی جهت تحکیم مواضع به‌دست آمده خود، در شرایط نامناسبی قرار گرفتند و نیروهای پیاده و تجهیزاتی مانند تانک‌ها و نفربرها، بدون سنگر و خاکریز مناسب در دشت باز باقی ماندند و جای مناسبی برای استقرار نداشتند. به این ترتیب عدم موفقیت در جناح فارسیات موجب ناقص ماندن مرحله اول عملیات نصر شد و نیروهای محور کرخه کور برای پیشروی در عمق، از جناح چپ خود تأمین نداشتند، ضمن این که جناح راست آنها نیز خالی از نیرو بود.
مرحله دوم عملیات نصر، در ساعت ۸ صبح روز ۱۶ دی‌ماه ۱۳۵۹ آغاز شد. نیروهای زرهی و پیاده ایرانی به سوی پادگان حمید و جفیر حرکت کردند، همچنین نیروهای پیاده سپاه پاسداران حدود یک کیلومتر جلوتر از قوای زرهی و از ۲ سمت جاده پیش می‌رفتند. ساعتی بعد، آتش توپخانه ارتش عراق شدت گرفت، طوری که پیشروی نیروهای ایرانی متوقف شد. در ساعت ۱۱ کلیه نیروهای لشکر ۱۶ زرهی قزوین، زیر آتش شدید توپخانه ارتش عراق قرار گرفتند و در غرب سوسنگرد نیز ستون‌هایی از ارتش عراق به حرکت درآمدند. ساعت ۱۴ بار دیگر نیروهای ایرانی اقدام به پیشروی کردند، اما بعد از حدود ۵۰۰ متر، حملات هوایی جنگنده‌های نیروی هوایی عراق، پیشروی نیروهای ایرانی را متوقف کرد و با پشتیبانی هوایی، تانک‌های ارتش عراق به فاصلهٔ هزار متری محل استقرار تیپ ۱ لشکر ۱۶ زرهی قزوین رسیدند. شدیدترین جنگ تانک‌ها در طول جنگ ایران و عراق، میان لشکر ۱۶ زرهی قزوین و لشکر ۹ زرهی ارتش عراق درگرفت و این مرحله از نبرد مستقیم تانک‌ها نیز تا ساعت ۱۶ ادامه یافت، اما دقایقی بعد، عقب‌نشینی نیروهای زرهی ایرانی آغاز شد، در حالی که نیروهای پیاده از عقب‌نشینی خبر نداشتند، به همین دلیل در منطقه جا ماندند و به محاصره ارتش عراق افتادند و پس از درگیری با یک ستون تانک، ۱۴۰ نفر از نیروهای سپاه پاسداران و گروهی از دانشجویان پیرو خط امام و فرمانده آنها؛ حسین علم‌الهدی در این مرحله از عملیات نصر، کشته شدند.
مسعود انصاری از دانشجویان پیرو خط امام که در این نبرد حضور داشت، این واقعه را اینگونه روایت می‌کند:
تعدادی از تانک‌های چیفتن در صحنه بودند و ما خیال می‌کردیم که ارتش هنوز دارد مقاومت می‌کند. یکی از تانک‌های عراقی در جاده به بیست، سی متری ما رسید. حسین علم‌الهدی با اشاره به من گفت «برج تانک را بزن». من هم زدم و خود حسین هم زد. دو تانک دیگر را نیز با آرپی‌چی زدیم و برای چند دقیقه پیشروی آنها متوقف شد. در این عملیات با وجود این که ما بی‌سیم داشتیم، اما ارتش عقب‌نشینی‌اش را به ما خبر نداد. من خودم چندین بار مُعرف لشکر را صدا زدم، که جریان چیست؟ گفت: «به گوش باش». چند بار دیگر صدا زدم؛ گفت: «تیپ ۱ دارد تغییر موضع می‌دهد.» بعد از چند دقیقه دیگر ارتباط قطع شده بود، تا این که ما محاصره شدیم.

## پیامدهای عملیات

### شکست در عملیات
در طی این عملیات ارتش ایران مقادیر معتنابهی از تجهیزات و نفرات را از دست داد، با این حال و با وجود شکست نیروهای ایرانی، این عملیات زمینه‌ساز تثبیت مواضع نیروهای ارتش ایران، در منطقه گردید و امکان حفاظت از ارتباط جاده سوسنگرد به اهواز را فراهم نمود. حسین علایی، از فرماندهان پیشین سپاه پاسداران انقلاب اسلامی؛ بی‌تجربگی و عدم برنامه‌ریزی درست برای رزمندگان سپاه پاسداران و نیز ناهماهنگی در عقب‌نشینی نیروها را عامل شکست می‌داند:
عقب‌نشینی سریع واحدهای لشکر ۱۶ زرهی قزوین در این عملیات، آسیب روحی زیادی به رزمندگان وارد نمود و آنها را دچار یأس و سردرگمی کرد. با توجه به پیروزی روز اول نیروهای ایرانی، استعداد بالای لشکرهای زرهی عراق، علت اصلی شکست نیروهای ایرانی در روز دوم و سوم این نبرد شد.
علی صیاد شیرازی، در خاطراتش در خصوص عملیات نصر نوشته‌است:
در سال نخست جنگ، قرارگاه مشترکی برای هماهنگی نیروهای عملیاتی ارتش و سپاه وجود نداشته‌است. احتمالاً عدم هماهنگی بین نیروهای داوطلب و نیروهای ارتش نیز از علل شکست نیروهای ایرانی در این عملیات می‌باشد.
ابوالحسن بنی‌صدر که در آن زمان، فرماندهی کل قوا را برعهده داشت: «خامنه‌ای در جریان جنگ ایران و عراق و در نبرد کرخه کور در جبهه جنگ حضور یافته ولیکن فرار وی از منطقه عملیاتی موجب تضعیف روحیه و فرار سربازان شده‌است.» در توجیه شکست نیروهای ایرانی در عملیات نصر، به گفته‌های سیدعلی خامنه‌ای در جلسه مجلس شورای اسلامی اشاره می‌نماید:
شانزدهم [دی ماه] هم تا حدود ساعت سه تا سه و نیم بعد از ظهر من بودم، که آقای بنی‌صدر هم بود و نیروهای ما به تدریج شروع کردند به ضربت خوردن؛ یعنی نیروهای عراقی، نیروی کمکی بزرگی به کمکشان آمد و نیروهای ما را از پهلو مورد هدف قرار دادند، که این برای ما قابل محاسبه نبود و محاسبه نشده بود برای نیروهای ما و دستگاه اطلاعاتی ما، این بود که نیروهای ما شروع کردند به عقب‌نشینی کردن و همه آن ساعت، بینی و بین الله تلاش می‌کردند، یعنی من آن کسانی را که مسئولان سطح بالا هستند، نظامی یا غیرنظامی نیافتم که تلاش نکنند. البته در آن ساعت که من آمدم آقای بنی‌صدر نبود. یا غذا می‌خورد یا نماز می‌خواند، یا خوابیده بود، به هر حال نبود. یکی دو ساعتی لکن بعد که آمدیم، ایشان بود آنجا، حدود چند ساعت هم آنجا بود و نیروهای ما وقتی منهدم شدند، ایشان آنجا بود، شاهد بود و بعداً آمده بود، برای ما نقل می‌کرد. علی‌أی‌حال، در هویزه که بچه‌های ما شهید شدند، من به‌طور قطع نفی نمی‌کنم، ولی من به هیچ وجه از کسانی یک تعلل عمدی، سستی عمدی، خیانت خدای نکرده، مشاهده نکردم.
از سوی دیگر خبرگزاری مشرق ادعا دارد که در جریان جنگ اساساً چنین اتفاقی نیفتاده است. همچنین سخنان سیدعلی خامنه‌ای علیه ابوالحسن بنی‌صدر، در مجلس شورای اسلامی، نه در پاسخ نمایندگان سؤال‌کننده از وی در مورد فرار از جنگ، بلکه در جریان جلسه رأی عدم کفایت بنی‌صدر، در تاریخ ۳۱ خرداد ۱۳۶۰ می‌باشد. سالیان بعد علی شمخانی، در مصاحبه‌ای تلویزیونی با وحید یامین‌پور در خصوص عملیات نصر چنین گفت:
... من معتقدم بنی‌صدر در عملیات نصر قصد داشت پیروز شود، اما شکست خورد. من خودم آنجا بودم، بنی‌صدر وقتی دستور عملیات می‌داد همزمان با تهران صحبت می‌کرد، من شاهد زنده این ماجرا هستم. بنی‌صدر مخالف ما به معنای سپاه بود ولی معنایش این نبود که خائن است. او حس می‌کرد اگر سپاه باشد، نمی‌تواند پیروزی را به نام خودش ثبت کند. می‌خواست پیروز مطلق جنگ خودش باشد، چرا که با این پیروزی می‌توانست قهرمان ملی شود، او دنبال شکست در جنگ نبود…

### اشغال هویزه
پس از عملیات نصر، ارتش عراق به عقب راندن و تعقیب نیروهای ایرانی ادامه داد و توانست در اواسط دی‌ماه ۱۳۵۹ جاده هویزه به سوسنگرد را نیز تصرف نماید. با این اقدام، عقبه نیروهای ایرانی مستقر در هویزه به‌طور کامل بسته شد و باقیمانده نیروهای سپاه پاسداران مستقر در هویزه، که کمتر از ۴۰ نفر بودند، مجبور به عقب‌نشینی تا سوسنگرد شدند، که در پی آن ارتش عراق، شهر هویزه را اشغال نمود. این شهر تا اواخر اردیبهشت‌ماه ۱۳۶۱ در کنترل نیروهای عراقی باقی ماند، تا اینکه در جریان عملیات بیت‌المقدس، توسط نیروهای ایرانی تصرف گردید.

## استعدادها و تلفات

### عراق
- نیروی زمینی عراق
  - لشکر ۹ زرهی
  - لشکر ۵ مکانیزه
- گارد جمهوری
- نیروی هوایی عراق

### ایران
- تیپ ۱ لشکر ۱۶ زرهی قزوین، شامل؛ گردان‌های ۱۷۶، ۱۸۵ پیاده مکانیزه و گردان‌های ۲۰۱ و ۲۲۰ تانک
- تیپ ۳ از لشکر ۱۶ زرهی قزوین، شامل؛ گردان ۱۲۴ مکانیزه و گردان‌های ۲۲۴ و ۲۲۷ تانک
- تیپ ۲ از لشکر ۹۲ زرهی، شامل؛ گردان ۱۰۵ مکانیزه و گردان‌های ۲۰۷ و ۲۵۶ تانک
- تعداد ۳۰۰ نفر از نیروهای سپاه پاسداران، بسیج و ستاد جنگ‌های نامنظم[۱۴]

در عملیات نصر از نیروهای ایرانی عمل‌کننده، در حدود ۴۰۰ نفر مجروح و ۱۶۰ نفر کشته شدند، که تعدادی از دانشجویان پیرو خط امام، حسین علم‌الهدی و حسین خوشنویسان، از جمله کشته‌شدگان در این عملیات بودند. نیروی هوایی ارتش، در پشتیبانی از عملیات نصر، در حدود ۱۴۵ مورد بمباران هوایی انجام داد و در جریان این عملیات نیز ۳ فروند هواپیمای جنگنده ایرانی، منهدم شد.